# Acusilas dahoneus
Acusilas dahoneus là một loài nhện trong họ Araneidae.
Loài này thuộc chi Acusilas. Acusilas dahoneus được Alberto Barrion & James A. Litsinger miêu tả năm 1995.